# مينودشت
مينودشت (بالفارسية: مینودشت) هي مدينة تقع في إيران في قسم. يقدر عدد سكانها بـ 25,983 نسمة .